# Eparquia de Nuestra Señora de los Mártires del Líban a Mèxic
L'Eparquia de la Mare de Déu dels Màrtirs Libanesos de Ciutat de Mèxic (en castellà Eparquia de la Virgen de los Mártires Libaneses de Ciudad de Méjico; en llatí Eparchia Dominae Nostrae Martyrum Libanensium in Civitate Mexicana Maronitarum) és una seu de l'Església maronita a Mèxic, immediatament subjecta a la Santa Seu. Actualment està regida per l'eparca Georges M. Saad Abi Younes, O.L.M.

## Territori
L'eparquia té jurisdicció sobre els fidels maronites de tot Mèxic.
La seu eparquial és a la ciutat de Mèxic DF, a la catedral de la Mare de Déu de Valvanera.
El territori està dividit en 7 parròquies.

## Història
L'eparquia va ser erigida el 6 de novembre de 1995 mitjançant la butlla Cum Christi fideles del papa Joan Pau II.

## Episcopologi
- Pierre Wadih Tayah, 6 de novembre de 1995 - 4 de maig de 2002 (mort)
- Georges M. Saad Abi Younes, O.L.M., des de 22 de febrer de 2003

## Estadístiques
A finals del 2013, la diòcesi tenia 154.400 batejats.
| any  | població | població | població | sacerdots | sacerdots       | sacerdots       | sacerdots             | diaques | religiosos | religiosos | parròquies |
| ---- | -------- | -------- | -------- | --------- | --------------- | --------------- | --------------------- | ------- | ---------- | ---------- | ---------- |
| any  | batejats | total    | %        | total     | clergat secular | clergat regular | batejats por sacerdot | diaques | homes      | dones      |            |
| 1997 | 150.000  | ?        | ?        | 5         | 2               | 3               | 30.000                |         | 3          |            | 3          |
| 2000 | 150.000  | ?        | ?        | 7         | 3               | 4               | 21.428                | 1       | 4          |            | 3          |
| 2001 | 150.000  | ?        | ?        | 8         | 5               | 3               | 18.750                |         | 3          |            | 3          |
| 2002 | 150.000  | ?        | ?        | 7         | 4               | 3               | 21.428                |         | 3          |            | 3          |
| 2004 | 148.267  | ?        | ?        | 7         | 4               | 3               | 21.181                | 1       | 3          |            | 3          |
| 2009 | 150.817  | ?        | ?        | 10        | 6               | 4               | 15.081                |         | 4          |            | 3          |
| 2013 | 154.400  | ?        | ?        | 12        | 8               | 4               | 12.866                | 1       | 4          |            | 7          |